# هاندي مان

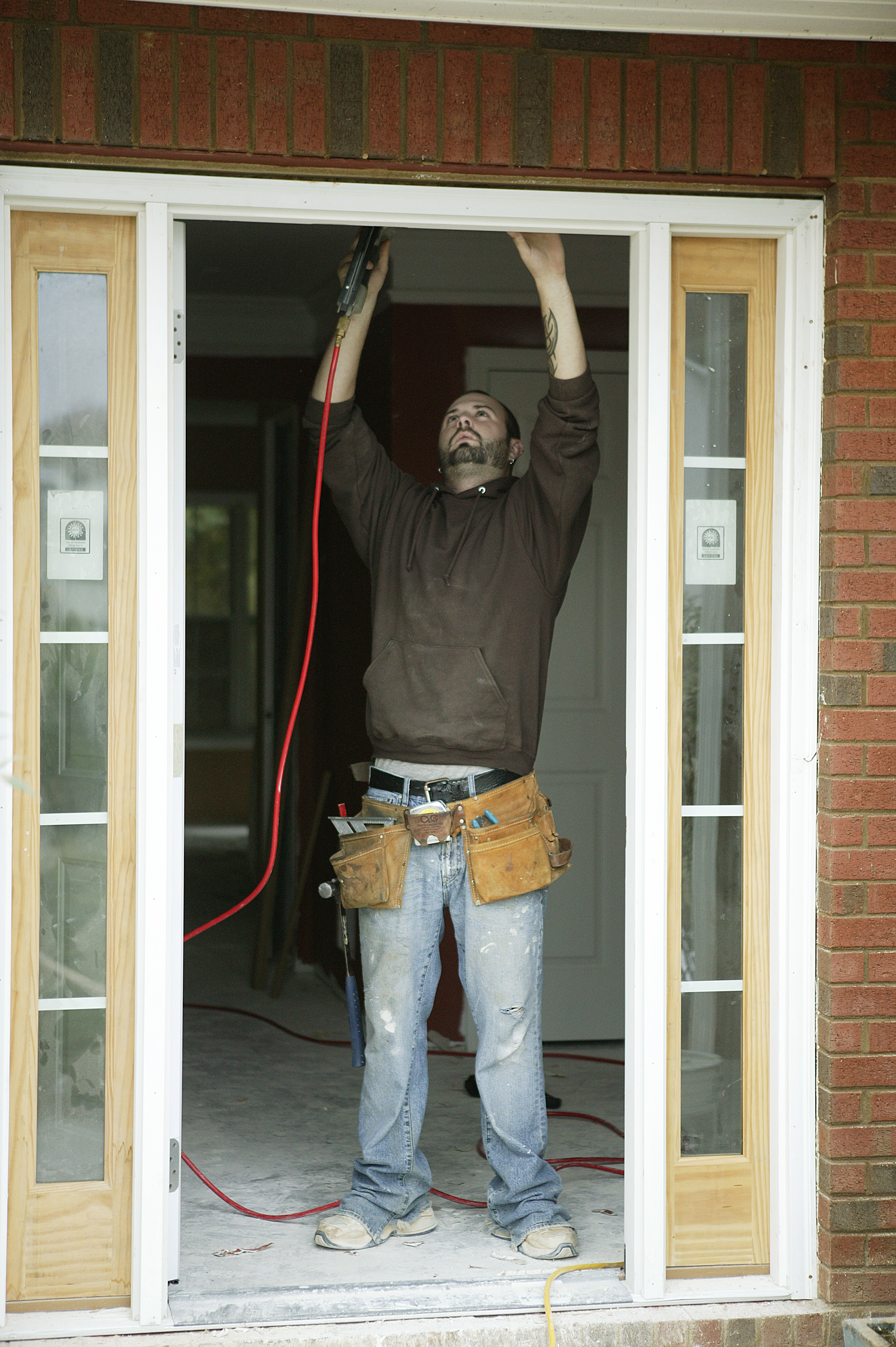
شخص يقوم بإصلاحات لمنزل غمرته المياه - جورجيا سبتمبر 2009

عامل الصيانة والمعروف أيضًا باسم المصلح أو العامل اليدوي، وهو شخص يمتلك مهارة عالية في إصلاح الأعطال وخاصة الأعطال المنزلية. وتدور معظم مهامه حول أعمال الإصلاح والصيانة الداخلية والخارجية للمنزل، وتوصف احيانا بأنها أعمال جانبية، إضافية أو مهام إصلاحية. وتكون هذه الوظائف عباره عن أعمال سباكة خفيفة كإصلاح تسريب مرحاض أو أعمال كهربائية خفيفة مثل تغيير تركيبات الإضاءة أو المصابيح.
مصطلح "handyman" باللغة الإنجليزية  بالغالب يصف العامل المأجور أو اصحاب المنازل الذين يقومون باعمال الصيانة لمنازلهم، يتم أيضًا استخدام هذا  المصطلح أحيانًا كصفة لوصف السياسيين أو قادة الأعمال الذين يقومون بإجراء تغييرات تنظيمية جوهرية، مثل إصلاح هيكل الأعمال أو التقسيم الإداري.
معظم الناس يمكنهم القيام بالاصلاحات المنزلية الشائعة وذلك بالرجوع إلى المصادر المتوفرة على الإنترنت ويمكنهم الاستعانة بالكتيبات الإرشادية كذلك. ينظر إلى مهارة التصليح على أنها وراثية ويقال أيضا أن هذه المهارة تنتقل بالوراثة وهناك جين مسؤول عنها. ومن غير الشائع أن يقوم ملاك البيوت بإصلاح أعطال بيوتهم وصيانتها بانفسهم ربما بسبب ضيق وقتهم أو عدم اهتمامهم بمثل هذه الامور، وعلق أحد المراسلين قائلا: أن الجين المسؤول عن التصليح في عائلتي استنزف قبل الوصول إلى جيلي.
وعلى مر الازمان كانت مهنة المصلح مهنة أقل شهرة من المتخصصين مثل السباك أو الكهربائي أو النجار. مع ظهور سلاسل وطنية كبيرة، كانت هناك جهود لتغيير هذا التصور من خلال التأكيد على احترافية التجارة وأن المصلح هو فني يتمتع بمهارات متعددة ومجموعة واسعة من المعرفة. تصبح أدوات العامل الماهر في بعض الأحيان مفيدة في أماكن مختلفة: على سبيل المثال، عندما لا يتوفر مثقاب الجمجمة المناسب، استخدم طبيب أسترالي مثقاب يدوي في عام 2009 لفتح ثقب في رأس صبي يبلغ من العمر 13 عامًا لتخفيف الضغط بعد إصابة الدماغ؛ تم إنقاذ حياة الصبي.